# Gueorgui Todorov (général)
Pour les articles homonymes, voir Todorov (homonymie).
Georgi Todorov (en bulgare Георги Тодоров), né le 10 août 1858 à Bolhrad (Ukraine actuelle) et décédé le 16 novembre 1934 à Sofia, était un général bulgare qui participa à la Guerre russo-turque de 1877-1878, à la Guerre serbo-bulgare de 1885, aux guerres balkaniques et à la Première Guerre mondiale.

## Premières années
À 19 ans, il s'engagea dans le corps des volontaires bulgares (Opaltchentsi) du côté russe dans la guerre qui permit la création de la Bulgarie au traité de San Stefano. Après le conflit, il étudia à l'École militaire de Sofia (1879). En 1882, il entra à l'Académie militaire de Saint-Pétersbourg, mais ne finit pas ses études. Il retourna dans son pays pour participer à la guerre contre la Serbie. Il commanda une unité qui combattit dans la région de Vidin et Kula.
Après cette guerre, il participa au coup qui chassa Alexandre Ier du trône. En août 1887 il fut promu au grade de Major puis colonel en 1896. Il enseigna à l'École militaire et commanda la garnison de Sevlievo. Le 1er janvier 1910, il devint Major General et commandant de la 7e division d'infanterie Rila.

## Guerre des Balkans
Avec cette division, il marcha sur Solun (comme les Bulgares appellent Thessalonique). Il y fut précédé de peu par les troupes grecques. Le 26 janvier 1913, il défit les Ottomans à la bataille de Bulair. Durant la Deuxième Guerre balkanique, il défit les Serbes à la bataille de Kalimantsi.

## Première Guerre mondiale
Durant la Première Guerre mondiale, il commandait la 2e Armée qui combattit en Macédoine et défit les Serbes à la bataille d'Ovche Pole (en) qui empêcha la jonction des troupes serbes avec les troupes anglo-françaises installées à Thessalonique. En février 1917, il commandait la 3e Armée qui défit les Roumains en Dobroudja. En septembre 1918, il devint Commandant en chef de l'armée bulgare en remplacement de Nicolas Jékov parti pour maladie. Il participa à ce titre à la défaite bulgare lors de la bataille de Dobro Polje et la signature de l'Armistice de Thessalonique. Il fut renvoyé en 1919.

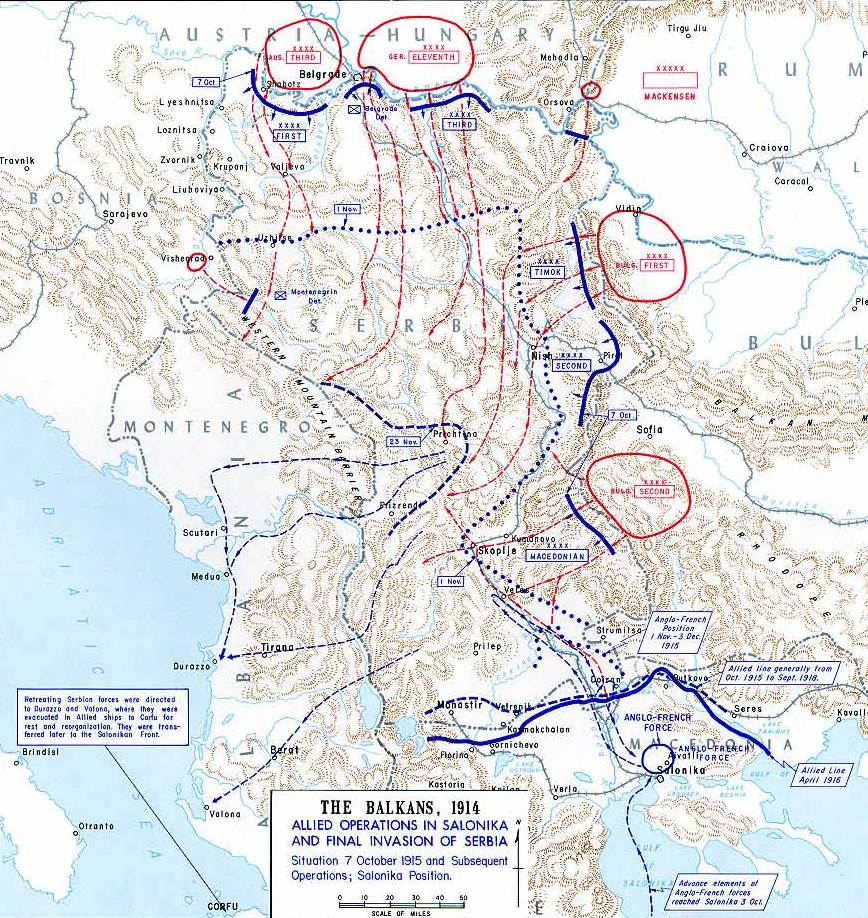
la seconde armée bulgare entrant en Serbie en 1915 en bousculant l'armée Timok serbe et les forces franco-anglaises (premier cercle rouge depuis le bas).